# Yoshida Tōgo

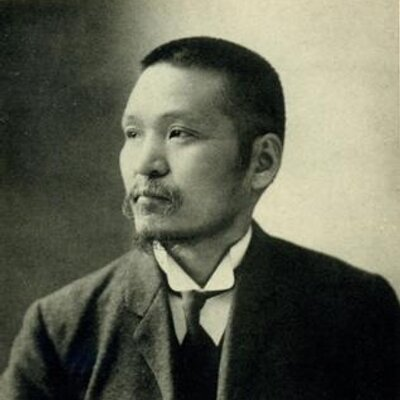
Yoshida Tōgo

Yoshida Tōgo (japanisch 吉田 東伍; geboren 19. Mai 1864 im Landkreis Kanbara (Provinz Echigo); gestorben 22. Januar 1918 in Tokio) war ein bahnbrechender japanischer Historiker und historischer Geograph in der Meiji- und Taishō-Zeit.

## Leben und Wirken
Yoshida Tōgo wurde als dritter Sohn der Familie Hatano (旗野家) geboren. Er wurde nach Ausbildungsabschluss Grundschullehrer und wurde dann von der Familie Yoshida (吉田家) adoptiert. Während dieser Zeit reiste er nach Hokkaidō und schrieb für Zeitungen und Zeitschriften u. a. unter dem Pseudonym „Rakugosei“ (落後生) über die Ergebnisse seiner harten Lesearbeit. Insbesondere sein Essay in dem Magazin „Shikai“ (史海) erregte die Aufmerksamkeit des Herausgebers und Kulturhistorikers Taguchi Ukichi (1855–1905) und eröffnete ihm den Weg zur Welt der Wissenschaft.
Von dem Gelehrten Ichishima Kenkichi (市島 謙吉; 1860–1944), einem Verwandten, vermittelt, konnte Yoshida in der Zeitung Yomiuri Shimbun „Tokugawa Seikyō Kō“ (徳川政教考) – „Politik und Erziehung der Tokugawa“ veröffentlichen und als Reporter im Chinesisch-Japanischen Krieg 1894 bis 1895 arbeiten. Er verfasste „Nikkan koshi dan“ (日韓古史断) – „Alte Geschichte Japan-Korea“ und festigte seine Position in der akademischen Welt.
Yoshidas Forschung umfasst alle Bereiche der japanischen Geschichte. Auf dem Gebiet der historischen Geographie hat er Pionierarbeit geleistet, so mit „Dai Nihon chimei jisho“ (大日本地名辞書) – „Lexikon der Ortsnamen in Japan“, insgesamt 11 Bände, und mit dem „Nihon Yomishi Chizu“ (日本読史地図) – „Geschichtliche Lesungen der Ortsnamen“. Auf dem Gebiet der sozioökonomischen Geschichte gibt es das „Shōen seido no taiyō“ (庄園制度之大要) – „Übersicht über das Shōen-System“, auf dem Gebiet der modernen Geschichte das „Iishin-shi Hakkō“ (維新史八講) – „Acht Vorträge zur Geschichte der Meiji-Restauration“ und das „Tōjo Nippon-shi“ (倒叙日本史) – „Geschichte Japans aus der Rückschau“, die aus der Perspektive des Zurückgehens von der Gegenwart in die Vergangenheit in 12 Bänden verfasst ist.
Auch die Entdeckung der „Zeami jūroku–bushū“ (世阿弥十六部集) – „16 Kapitel von Zeami“ belebte die akademische Welt. Und noch heute wird „Umi no rekishi“ (海の歴史) – „Geschichte des Meeres“, „Tonegawa chisui ronkō“ (利根川治水論考) – „Studie zum Hochwasserschutz am Fluss Tone“ sowie der Textsammlung „Nihon rekishi chiri no kenkyū“ (日本歴史地理之研究) – „Forschungen zur japanischen historischen Geographie“ mit den darin aufgeworfenen Themen Aufmerksamkeit geschenkt.
Yoshida beteiligte sich an der Gründung der „Gesellschaft für Historische Geographie Japans“ (日本歴史地理学会, Nihon rekishi chiri gakkai), bzw. an der Gründung der von Kita Sadakichi initiierten „Japanische Gesellschaft für historische Geographie“ (日本歴史地理研究会, Nihon rekishi chiri kenkyūkai).